# Asterios Polyp
Asterios Polyp es una novela gráfica del 2009 creada por el dibujante americano David Mazzucchelli.

## Visión general
El personaje que da título a la novela, Asterios Polyp, es profesor y arquitecto de ascendencia grecolatina que imparte clases en la Universidad Cornell de Ithaca, Nueva York. Después de que un relámpago incendiase su apartamento, dejó la ciudad en un autobús de Greyhound y consiguió un trabajo como mecánico en el pueblo de Apogee (en algún lugar de América), el punto geográfico más lejano al que su dinero le pudo llevar. La novela intercala escenas de su pasado (aparentemente narrado por su hermano gemelo que murió al nacer, Ignazio), incluyendo su infancia y turbulento matrimonio, así como sus sueños y escenas alegóricas. Finalmente, Asterios no solo tendrá que afrontar su naturaleza defectuosa sino que también tendrá que enfrentarse al implacable y amoral capricho de los sus dioses.

## Temas

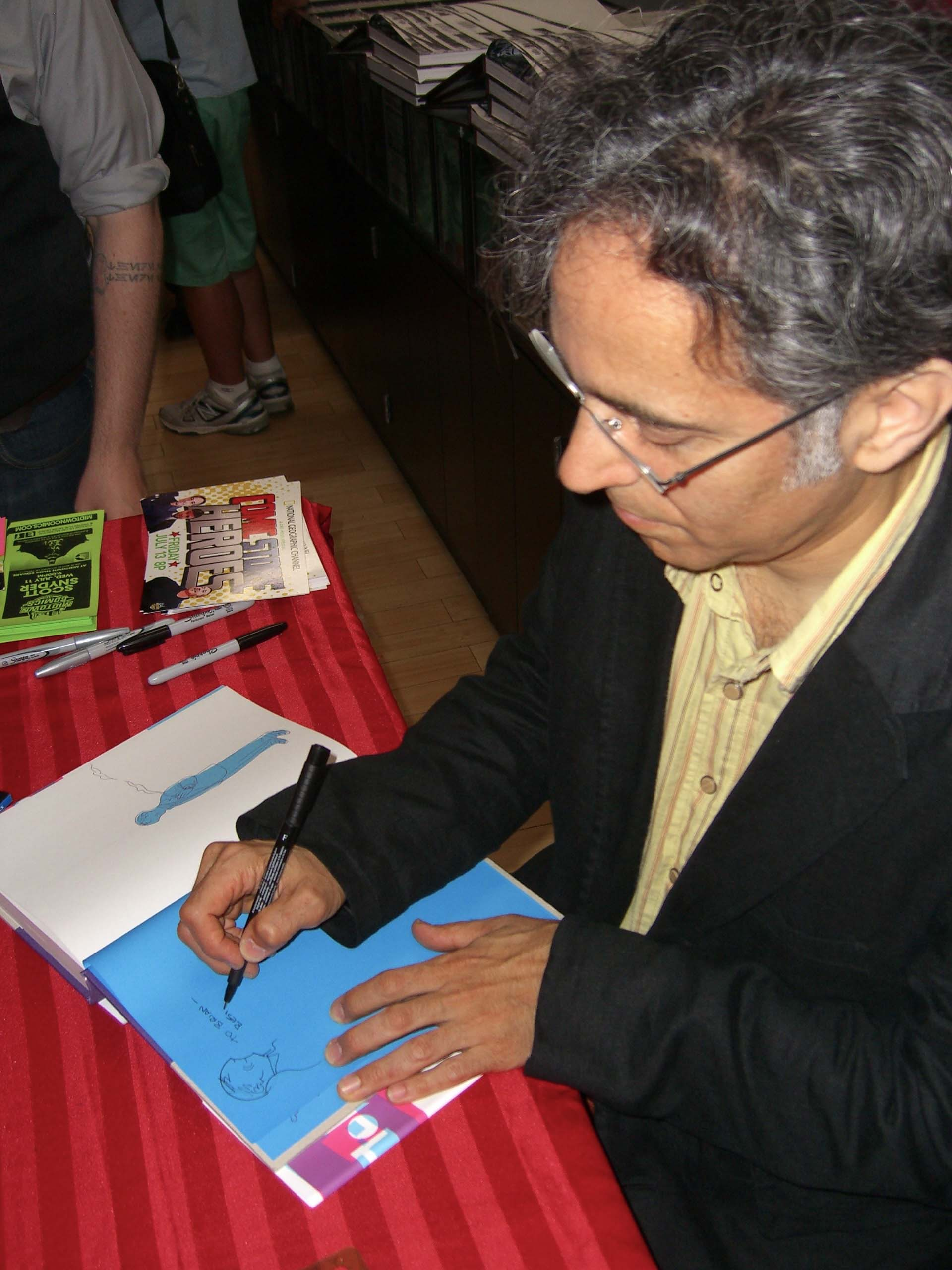
Mazzucchelli dibujando a su protagonista, en el libro de un fan, en la firma del Midtown Comics de junio de 2012 en Manhattan.

El argumento, la estructura y el diseño de la novela explora la idea de la dualidad. Algunas de las falsas dicotomías tocadas son: Apolo vs. Dionisio; razón vs. emoción, destino vs. libre albedrío; y naturaleza vs. crianza. Finalmente, el libro resalta cuestiones cómo alguien se convierte en quien es y quien es realmente. La ascendencia griega de Asterios es una de las muchas alusiones a la historia de Orfeo y Euridice, un tema recurrente a lo largo de la obra. También está estrechamente relacionado con la Odisea.

## Publicación
Asterios Polyp proviene de una idea que ocupó todo el cuarto número de Rubber Blanket.
Fue publicado en tapa dura, con un diseño arquitectónico que alude a temas formales y funcionales de la novela, incluyendo una sobrecubierta más pequeña que el libro que revela la estructura interior. En respuesta a la impracticabilidad del diseño, Mazzucchelli bromeó diciendo que "era el paquete más frustrante que se le pudo llegar a ocurrir".

## Recepción
El libro ha vendido alrededor de 40,000 copias desde su publicación en julio de 2009;  ahora esta en su cuarta edición.
Ganó el primer premio como novela gráfica en Los Angeles Times Book Prize.
Recibió cuatro nominaciones en el Eisner Award del 2010, ganando el de mejor nuevo álbum gráfico, mejor escritor/artista y mejor letra. También ganó tres premios el Harvey Awards del 2010.